# Opel Tigra
Opel Tigra este un automobil comercializat de producătorul german Opel, bazat pe diferite iterații de Corsa. Prima generație a fost un coupé mic 2+2, produs din 1994 până în 2000. Ulterior, un model roadster decapotabil compact a fost introdus în mai 2004.